# 다카라즈카 가극단 63기생
다카라즈카 가극단 63기생은 1975년에 다카라즈카 음악학교에 입학하여, 1977년에 졸업, 다카라즈카 가극단에 입단해, 「바람과 함께 사라지다」로 초무대를 밟은 46명을 가리킨다.

## 개요
이 기수에는, 전 하나구미 톱여역 미유키 하나요, 전 호시구미 남역 스타 아즈미 레이카, 전 츠키구미 여역 아시부에 루카, 전 전과 남역이자 전 츠키구미 부조장 아오이 미야, 전 하나구미 남역이자 배우 카네다 켄이치의 아내 아즈사 노보루, 전 츠키구미 남역이자 카노 치카의 숙모인 오우 나츠키, 전 유키구미 남역이자 아이하 후부키의 엄마인 마후에 히비키, 전 호시구미 남역이자 유우 히카리의 동생이자 마이니치방송 아나운서 세키오카 카오리의 언니인 마코토 아이, 전 츠키구미 여역이자 다이키 료의 엄마인 마키 리사가 입단하였다.

## 일람
| 예명            | 생일      | 출신지                | 출신 학교                          | 예명의 유래                                                                                      | 애칭                    | 역할 | 퇴단년도 | 비고 |
| --------------- | --------- | --------------------- | ---------------------------------- | ------------------------------------------------------------------------------------------------ | ----------------------- | ---- | -------- | --- |
| 愛奈まゆき      | 11월 23일 | 오사카부 오사카시     | 세이케이가쿠엔                     | 좋아하는 글자를 합침                                                                             | 못치, 마유키            | 여역 | 1984년   | |
| 아이나 마유키   | 11월 23일 | 오사카부 오사카시     | 세이케이가쿠엔                     | 좋아하는 글자를 합침                                                                             | 못치, 마유키            | 여역 | 1984년   | |
| 愛原さゆ美      | 9월 23일  | 도쿄도                | 오우인고등학교                     |                                                                                                  | 사유미짱                | 여역 | 1982년   | |
| 아이하라 사유미 | 9월 23일  | 도쿄도                | 오우인고등학교                     |                                                                                                  | 사유미짱                | 여역 | 1982년   | |
| 葵美哉          | 6월 3일   | 미야자키현 미야자키시 | 미야자키여자고등학교               | 부모님과 고안                                                                                    | 아린코, 아리링          | 남역 | 1998년   | |
| 아오이 미야     | 6월 3일   | 미야자키현 미야자키시 | 미야자키여자고등학교               | 부모님과 고안                                                                                    | 아린코, 아리링          | 남역 | 1998년   | |
| 暁美里          | 3월 20일  | 오사카부 토요나카시   | 바이카고등학교                     |                                                                                                  | 쿠와                    | 여역 | 1982년   | |
| 아카츠키 미사토 | 3월 20일  | 오사카부 토요나카시   | 바이카고등학교                     |                                                                                                  | 쿠와                    | 여역 | 1982년   | |
| 麻川美紗        | 1월 1일   | 오사카부 오사카시     | 피승천학원고등학교                 | 부모님이 고안                                                                                    | 하무                    | 여역 | 1980년   | |
| 아사카와 미사   | 1월 1일   | 오사카부 오사카시     | 피승천학원고등학교                 | 부모님이 고안                                                                                    | 하무                    | 여역 | 1980년   | |
| 朝日奈光        | 11월 5일  | 사이타마현 치치부시   | 쿠마가야여자고등학교               | 지인이 명명                                                                                      | 핫탄                    | 남역 | 1984년   | |
| 아사히나 히카루 | 11월 5일  | 사이타마현 치치부시   | 쿠마가야여자고등학교               | 지인이 명명                                                                                      | 핫탄                    | 남역 | 1984년   | |
| 葦笛るか        | 11월 29일 | 오사카부 이케다시     | 케이센죠가쿠엔                     | 부모님과 고안                                                                                    | 루카, 키미코            | 여역 | 1980년   | 엄마 치요 카오루 (31) 백모 오오지 미치오 (27) 다카라즈카 대극장 근처에서 주얼리・다카라즈카 관련 오리지널 상품・수입 완구 판매점 운영 |
| 아시부에 루카   | 11월 29일 | 오사카부 이케다시     | 케이센죠가쿠엔                     | 부모님과 고안                                                                                    | 루카, 키미코            | 여역 | 1980년   | 엄마 치요 카오루 (31) 백모 오오지 미치오 (27) 다카라즈카 대극장 근처에서 주얼리・다카라즈카 관련 오리지널 상품・수입 완구 판매점 운영 |
| 梓のぼる        | 11월 4일  | 도쿄도                | 코우세이가쿠엔여자고등학교         |                                                                                                  | 유미, 아즈사            | 남역 | 1985년   | 남편 카네다 켄이치 시어머니 미야비 노리코 (35) 시아버지 카네다 마사이치                                                               |
| 아즈사 노보루   | 11월 4일  | 도쿄도                | 코우세이가쿠엔여자고등학교         |                                                                                                  | 유미, 아즈사            | 남역 | 1985년   | 남편 카네다 켄이치 시어머니 미야비 노리코 (35) 시아버지 카네다 마사이치                                                               |
| 麻生いず美      | 11월 11일 | 오사카부 오사카시     | 고베카이세이죠시가쿠인             | 가족이 고안                                                                                      | 신코, 마키짱            | 남역 | 1982년   | |
| 아소 이즈미     | 11월 11일 | 오사카부 오사카시     | 고베카이세이죠시가쿠인             | 가족이 고안                                                                                      | 신코, 마키짱            | 남역 | 1982년   | |
| あづみれいか    | 8월 22일  | 오사카부 오사카시     | 사쿠라노미야고등학교               | 가족이 고안                                                                                      | 풋치                    | 남역 | 1988년   | 배우 겸 소설가 |
| 아즈미 레이카   | 8월 22일  | 오사카부 오사카시     | 사쿠라노미야고등학교               | 가족이 고안                                                                                      | 풋치                    | 남역 | 1988년   | 배우 겸 소설가 |
| 彩辰美          | 12월 20일 | 도쿄도 츄오구         | 코지마치가쿠엔여자고등학교         | 오노에 타츠노스케가 명명                                                                         | 치에짱, 치이보, 소-맛치 | 여역 | 1986년   | 아빠 가부키 배우 7대 이치카와 몬노스케 동생 가부키 배우 8대 이치카와 몬노스케                                                         |
| 아야 타츠미     | 12월 20일 | 도쿄도 츄오구         | 코지마치가쿠엔여자고등학교         | 오노에 타츠노스케가 명명                                                                         | 치에짱, 치이보, 소-맛치 | 여역 | 1986년   | 아빠 가부키 배우 7대 이치카와 몬노스케 동생 가부키 배우 8대 이치카와 몬노스케                                                         |
| ありす未来      | 10월 18일 | 오사카부 오사카시     | 후미노사토중학교                   | 가족이 고안                                                                                      | 치카게                  | 여역 | 1987년   | 엄마 유리 사요코 (23) 숙모 우라시마 우타메 (27)                                                                                       |
| 아리스 미키     | 10월 18일 | 오사카부 오사카시     | 후미노사토중학교                   | 가족이 고안                                                                                      | 치카게                  | 여역 | 1987년   | 엄마 유리 사요코 (23) 숙모 우라시마 우타메 (27)                                                                                       |
| 一城けん        | 2월 24일  | 오사카부              | 도쿄오사카죠가쿠인                 | 아버지가 고안                                                                                    | 이치코                  | 남역 | 1980년   | |
| 이치죠 켄       | 2월 24일  | 오사카부              | 도쿄오사카죠가쿠인                 | 아버지가 고안                                                                                    | 이치코                  | 남역 | 1980년   | |
| いづき結花      | 9월 28일  | 오사카부              | 사야마중학교                       |                                                                                                  | 유카                    | 남역 | 1980년   | |
| 이즈키 유카     | 9월 28일  | 오사카부              | 사야마중학교                       |                                                                                                  | 유카                    | 남역 | 1980년   | |
| 旺なつき        | 6월 19일  | 오카야마현 쿠라시키시 | 쿠라시키세이료고등학교             | 가족이 고안                                                                                      | 로무                    | 남역 | 1985년   | 조카 카노우 치카 (82) |
| 오우 나츠키     | 6월 19일  | 오카야마현 쿠라시키시 | 쿠라시키세이료고등학교             | 가족이 고안                                                                                      | 로무                    | 남역 | 1985년   | 조카 카노우 치카 (82) |
| 叶るい          | 9월 7일   | 도쿄도                | 야마와키가쿠엔                     | 존경하는 사람이 명명                                                                             | 윳코                    | 남역 | 1980년   | |
| 카노우 루이     | 9월 7일   | 도쿄도                | 야마와키가쿠엔                     | 존경하는 사람이 명명                                                                             | 윳코                    | 남역 | 1980년   | |
| 古都ちはる      | 12월 1일  | 교토부 교토시         | 카세이가쿠엔고등학교               | 출신지에서 따옴                                                                                  | 나오미, 치하루          | 여역 | 1980년   | |
| 코토 치하루     | 12월 1일  | 교토부 교토시         | 카세이가쿠엔고등학교               | 출신지에서 따옴                                                                                  | 나오미, 치하루          | 여역 | 1980년   | |
| 三枝みき        | 9월 28일  | 교토부 교토시         | 시모가모중학교                     |                                                                                                  | 나치                    | 여역 | 1979년   | |
| 사에구사 미키   | 9월 28일  | 교토부 교토시         | 시모가모중학교                     |                                                                                                  | 나치                    | 여역 | 1979년   | |
| 咲衣里紗        | 7월 4일   | 효고현                | 바이카가쿠엔고등학교               | 가족이 고안                                                                                      | 미사키                  | 여역 | 1980년   | |
| 사키 에리사     | 7월 4일   | 효고현                | 바이카가쿠엔고등학교               | 가족이 고안                                                                                      | 미사키                  | 여역 | 1980년   | |
| 佐保雅世        | 9월 21일  | 도쿄도                | 무코가와가쿠인                     | 사호히메 (佐保姫)의 이름                                                                         | 야나짱, 사호            | 여역 | 1984년   | |
| 사호 마사요     | 9월 21일  | 도쿄도                | 무코가와가쿠인                     | 사호히메 (佐保姫)의 이름                                                                         | 야나짱, 사호            | 여역 | 1984년   | |
| さや初夏        | 11월 21일 | 효고현                | 아마가사키고등학교                 | 상쾌한 초여름처럼이라는 의미                                                                     | 나오짱                  | 여역 | 1980년   | |
| 사야 하츠카     | 11월 21일 | 효고현                | 아마가사키고등학교                 | 상쾌한 초여름처럼이라는 의미                                                                     | 나오짱                  | 여역 | 1980년   | |
| 詩条なな帆      | 3월 27일  | 오사카부 오사카시     | 소우아이가쿠엔                     |                                                                                                  | 나나호, 치사짱          | 여역 | 1985년   | 시키 나나호 (詩季なな帆)로 개명 언니 에리 미유키 (61)                                                                                 |
| 시죠 나나호     | 3월 27일  | 오사카부 오사카시     | 소우아이가쿠엔                     |                                                                                                  | 나나호, 치사짱          | 여역 | 1985년   | 시키 나나호 (詩季なな帆)로 개명 언니 에리 미유키 (61)                                                                                 |
| 紫峰ゆき        | 9월 13일  | 효고현 아시야시       | 아시야여자고등학교                 | 존경하는 선생님이 명명                                                                           | 미도리                  | 여역 | 1979년   | |
| 시호 유키       | 9월 13일  | 효고현 아시야시       | 아시야여자고등학교                 | 존경하는 선생님이 명명                                                                           | 미도리                  | 여역 | 1979년   | |
| 貴城麻也        | 5월 26일  | 후쿠오카현            | 세이란가쿠인                       |                                                                                                  | 챠오, 사치요            | 남역 | 1984년   | |
| 타카시로 마야   | 5월 26일  | 후쿠오카현            | 세이란가쿠인                       |                                                                                                  | 챠오, 사치요            | 남역 | 1984년   | |
| 高嶺忍          | 6월 11일  | 오사카부              | 타카쿠라중학교                     | 아버지가 고안                                                                                    | 하츠에짱, 시노부        | 남역 | 1979년   | |
| 타카네 시노부   | 6월 11일  | 오사카부              | 타카쿠라중학교                     | 아버지가 고안                                                                                    | 하츠에짱, 시노부        | 남역 | 1979년   | |
| 鼓千奈          | 11월 29일 | 오사카부 이케다시     | 무코가와가쿠인                     | 존경하는 선생님이 명명                                                                           | 포롱, 소노미            | 여역 | 1983년   | 엄마 사쿠라기 미소노 (35) |
| 츠즈미 치나     | 11월 29일 | 오사카부 이케다시     | 무코가와가쿠인                     | 존경하는 선생님이 명명                                                                           | 포롱, 소노미            | 여역 | 1983년   | 엄마 사쿠라기 미소노 (35) |
| 常盤幸子        | 8월 20일  | 효고현 아마가사키시   | 아마가사키니시고등학교             | 언제나 행복하게 있기를 바라며 아버지 지인이 명명                                                 | 레코                    | 여역 | 1985년   | |
| 토키와 사치코   | 8월 20일  | 효고현 아마가사키시   | 아마가사키니시고등학교             | 언제나 행복하게 있기를 바라며 아버지 지인이 명명                                                 | 레코                    | 여역 | 1985년   | |
| 直城理恵        | 4월 9일   | 오카야마현 쿠라시키시 | 소노다가쿠엔고등학교               |                                                                                                  | 리에, 노노              | 여역 | 1983년   | |
| 나오키 리에     | 4월 9일   | 오카야마현 쿠라시키시 | 소노다가쿠엔고등학교               |                                                                                                  | 리에, 노노              | 여역 | 1983년   | |
| 奈美ゆりか      | 12월 21일 | 도쿄도 미나토구       | 미나토구립타카마츠중학교           | 존경하는 선생님이 명명                                                                           | 뭇슈, 마코              | 남역 | 1982년   | |
| 나미 유리카     | 12월 21일 | 도쿄도 미나토구       | 미나토구립타카마츠중학교           | 존경하는 선생님이 명명                                                                           | 뭇슈, 마코              | 남역 | 1982년   | |
| 初城いづる      | 2월 15일  | 도쿄도                | 일본대학부속제2고등학교            | 존경하는 선생님이 명명                                                                           | 노코                    | 남역 | 1983년   | |
| 하츠시로 이즈루 | 2월 15일  | 도쿄도                | 일본대학부속제2고등학교            | 존경하는 선생님이 명명                                                                           | 노코                    | 남역 | 1983년   | |
| 隼れん          | 7월 27일  | 야마구치현 우베시     | 카가와가쿠엔 고등부                |                                                                                                  | 카즈                    | 남역 | 1985년   | |
| 하야부사 렌     | 7월 27일  | 야마구치현 우베시     | 카가와가쿠엔 고등부                |                                                                                                  | 카즈                    | 남역 | 1985년   | |
| 瞳真理          | 8월 5일   | 효고현                | 고베대학교육학부부속스미요시중학교 | 후지모토 기이치가 명명                                                                           | 메루                    | 남역 | 1981년   | 일본무용가 하나야기 미치카오루 (花柳廸薫)                                                                                             |
| 히토미 마리     | 8월 5일   | 효고현                | 고베대학교육학부부속스미요시중학교 | 후지모토 기이치가 명명                                                                           | 메루                    | 남역 | 1981년   | 일본무용가 하나야기 미치카오루 (花柳廸薫)                                                                                             |
| 柊乃ゆかり      | 4월 11일  | 교토부 교토시         | 모모야마중학교                     |                                                                                                  | 페코, 케이코짱          | 여역 | 1982년   | |
| 히라기노 유카리 | 4월 11일  | 교토부 교토시         | 모모야마중학교                     |                                                                                                  | 페코, 케이코짱          | 여역 | 1982년   | |
| 藤花雪絵        | 1월 17일  | 효고현 아시야시       | 쇼인죠시가쿠인                     | 등나무 꽃처럼 언제까지나 고개를 낮추고, 겸허한 마음으로 아름다운 여역이 될 수 있도록 은사가 명명 | 유키에, 엣코            | 여역 | 1985년   | |
| 후지하나 유키에 | 1월 17일  | 효고현 아시야시       | 쇼인죠시가쿠인                     | 등나무 꽃처럼 언제까지나 고개를 낮추고, 겸허한 마음으로 아름다운 여역이 될 수 있도록 은사가 명명 | 유키에, 엣코            | 여역 | 1985년   | |
| 冬城梢          | 2월 11일  | 도쿄도                | 세이센죠가쿠인                     |                                                                                                  | 콘짱                    | 여역 | 1982년   | |
| 후유키 코즈에   | 2월 11일  | 도쿄도                | 세이센죠가쿠인                     |                                                                                                  | 콘짱                    | 여역 | 1982년   | |
| 麻衣くにか      | 8월 25일  | 오사카부 후쿠이데라시 | 시텐노지가쿠엔고등학교             |                                                                                                  | 타우토                  | 남역 | 1984년   | |
| 마이 쿠니카     | 8월 25일  | 오사카부 후쿠이데라시 | 시텐노지가쿠엔고등학교             |                                                                                                  | 타우토                  | 남역 | 1984년   | |
| 舞風奈三        | 6월 21일  | 도쿄도                | 나루오고등학교                     |                                                                                                  | 나미짱, 얏코            | 여역 | 1985년   | |
| 마이카제 나미   | 6월 21일  | 도쿄도                | 나루오고등학교                     |                                                                                                  | 나미짱, 얏코            | 여역 | 1985년   | |
| 真樹りさ        | 12월 14일 | 도쿄도                | 준신죠시가쿠엔중학교               |                                                                                                  | 리사                    | 여역 | 1980년   | 딸 다이키 료 (94) |
| 마키 리사       | 12월 14일 | 도쿄도                | 준신죠시가쿠엔중학교               |                                                                                                  | 리사                    | 여역 | 1980년   | 딸 다이키 료 (94) |
| 真琴愛          | 8월 20일  | 토쿠시마현            | 바이카가쿠엔                       | 은사가 명명                                                                                      | 마리토, 마리            | 남역 | 1979년   | 가수 언니 유우 히카리 (61) 동생 아나운서 세키모리 카오리                                                                              |
| 마코토 아이     | 8월 20일  | 토쿠시마현            | 바이카가쿠엔                       | 은사가 명명                                                                                      | 마리토, 마리            | 남역 | 1979년   | 가수 언니 유우 히카리 (61) 동생 아나운서 세키모리 카오리                                                                              |
| 真笛ひびき      | 9월 27일  | 홋카이도              | 피승천가쿠엔                       | 가족이 고안                                                                                      | 타아잔, 타야상, 히비키  | 남역 | 1988년   | 딸 아이하 후부키 (95) |
| 마후에 히비키   | 9월 27일  | 홋카이도              | 피승천가쿠엔                       | 가족이 고안                                                                                      | 타아잔, 타야상, 히비키  | 남역 | 1988년   | 딸 아이하 후부키 (95) |
| 美佐和ゆり      | 3월 26일  | 후쿠오카현 쿠루메시   | 쿠루메신아이죠가쿠인고등학교       | 자기가 좋아하는 글자                                                                             | 얀치                    | 여역 | 1982년   | |
| 미사와 유리     | 3월 26일  | 후쿠오카현 쿠루메시   | 쿠루메신아이죠가쿠인고등학교       | 자기가 좋아하는 글자                                                                             | 얀치                    | 여역 | 1982년   | |
| 峰城とわ        | 9월 6일   | 효고현 다카라즈카시   | 다카라즈카중학교                   | 초심을 영원히 잊지 않고 성을 쌓듯, 한걸음 한걸음 예도에 정진하다                                 | 나나짱                  | 남역 | 1982년   | |
| 미네시로 토와   | 9월 6일   | 효고현 다카라즈카시   | 다카라즈카중학교                   | 초심을 영원히 잊지 않고 성을 쌓듯, 한걸음 한걸음 예도에 정진하다                                 | 나나짱                  | 남역 | 1982년   | |
| 美雪花代        | 2월 3일   | 효고현                | 고베야마테가쿠엔                   | 스미 하나요가 명명                                                                               | 미유키짱, 큐미          | 여역 | 1981년   | 배우 |
| 미유키 하나요   | 2월 3일   | 효고현                | 고베야마테가쿠엔                   | 스미 하나요가 명명                                                                               | 미유키짱, 큐미          | 여역 | 1981년   | 배우 |
| 優月真帆        | 2월 24일  | 효고현                | 고베야마테가쿠엔                   | 어머니와 고안                                                                                    | 마호, 웃짱              | 남역 | 1980년   | |
| 유즈키 키마호   | 2월 24일  | 효고현                | 고베야마테가쿠엔                   | 어머니와 고안                                                                                    | 마호, 웃짱              | 남역 | 1980년   | |
| 陽うらら        | 2월 6일   | 오사카부 오사카시     | 다카라즈카제1중학교                | 따뜻한 봄볕같이                                                                                  | 케이코, 우라라          | 여역 | 1980년   | |
| 요우 우라라     | 2월 6일   | 오사카부 오사카시     | 다카라즈카제1중학교                | 따뜻한 봄볕같이                                                                                  | 케이코, 우라라          | 여역 | 1980년   | |
| 涼美緒          | 6월 25일  | 도쿄도                | 코다이라고등학교                   | 언니의 예명에서 어머니와 고안                                                                    | Key                     | 남역 | 1990년   | 언니 료 치나츠 (54) |
| 료 미오         | 6월 25일  | 도쿄도                | 코다이라고등학교                   | 언니의 예명에서 어머니와 고안                                                                    | Key                     | 남역 | 1990년   | 언니 료 치나츠 (54) |